# Epicypta aurata
Epicypta aurata är en tvåvingeart som beskrevs av Loïc Matile 1979. Epicypta aurata ingår i släktet Epicypta och familjen svampmyggor. Inga underarter finns listade i Catalogue of Life.